# Delphyre maculosa
Delphyre maculosa là một loài bướm đêm thuộc phân họ Arctiinae, họ Erebidae.